# キディ・ガーランド エンディングテーマ
「キディ・ガーランド」エンディングテーマは、Lantisより発売されたテレビアニメ『キディ・ガーランド』のエンディングテーマを収録したシングルシリーズである。

## 概要
2009年12月9日に全2タイトルが同時リリースされた。Ver.1とVer.2のジャケットにはそれぞれアスクールとク・フィーユがプリントされている。Vol.8に収録されている「未来へと…」以外の作詞、作曲はyozuca*とrinoが手掛けている。

## リリース一覧

### Ver.1 アスクール
- 歌はアスクール（内田彩）。

1. 太陽と月 [3:47]
作詞：yozuca*、作曲：rino（CooRie）、編曲：安瀬聖
2. Growing UP! [3:12]
作詞・作曲：yozuca*、編曲：黒須克彦
3. 太陽と月（off vocal）
4. Growing UP!（off vocal）

### Ver.2 ク・フィーユ
- 歌はク・フィーユ（合田彩）。

1. 月と太陽 [4:11]
作詞・作曲：yozuca*、編曲：chokix
2. スパークルは未来へと [3:37]
作詞・作曲：rino、編曲：河合英嗣
3. 月と太陽（off vocal）
4. スパークルは未来へと（off vocal）